# Basilepta remota
Basilepta remota là một loài bọ cánh cứng trong họ Chrysomelidae. Loài này được Tan & Wang miêu tả khoa học năm 1984.